# Philip LaBatte
Philip William „Phil“ LaBatte (* 5. Juli 1911 in Saint Paul, Minnesota; † 6. September 2002 in Alexandria, Virginia) war ein US-amerikanischer Eishockeyspieler.  

## Karriere
Philip LaBatte besuchte die University of Minnesota, an der er 1934 graduierte und für deren Eishockeymannschaft er parallel Eishockey spielte. Während seines Studiums spielte er zudem Baseball. Im Anschluss an seine Eishockey-Karriere war er für die US-Regierung tätig.  

### International
Für die USA nahm LaBatte an den Olympischen Winterspielen 1936 in Garmisch-Partenkirchen teil, bei denen er mit seiner Mannschaft die Bronzemedaille gewann.

## Erfolge und Auszeichnungen
- 1936 Bronzemedaille bei den Olympischen Winterspielen